# Evgeni Shevtchuk
Evgeni Vasilievitch Shevtchuk (em russo:  Евге́ний Васи́льевич Шевчу́к, transl. Yevgeniy Vasilyevich Shevchuk, em ucraniano:  Євге́н Васи́льович Шевчу́к, transl. Yevhen Vasylovych Shevchuk; 19 de junho de 1968) é um ex-político da Transnístria que serviu como o segundo presidente da Transnístria, de 2011 a 2016.
Foi deputado ao Soviete Supremo da Transnístria de 2000 até sua eleição como presidente em 2011. Além disso, foi presidente do Soviete Supremo Peridniestriano de 2005 a 2009 e líder do partido político Obnovlenie até 2010. Shevtchuk é de etnia ucraniana e cidadão da Transnístria e da Rússia.
Em 2017, Shevchuk fugiu para a Moldávia enquanto estava sendo investigado por um processo criminal. Em dezembro de 2018, ele foi condenado in absentia a 16 anos de prisão e a uma multa de cerca de 36 milhões de dólares americanos.

## Começo de vida
Yevgeny nasceu em Rybnitsa, RSS da Moldávia, União Soviética (atualmente Rîbnița, Transnístria). Ele é um advogado que trabalhou no governo e em empresas privadas. Seu perfil biográfico o descreve como um “tecnocrata social-democrata com uma visão europeia e um homem de profundas crenças democráticas”.

## Vida política
Como parte da oposição minoritária no parlamento antes de dezembro de 2005, ele liderou uma iniciativa de reforma de seu partido para introduzir mudanças no código eleitoral da Transnístria. Entre as mudanças estavam a exigência de que qualificações puramente técnicas fossem usadas como base para a seleção dos presidentes das seções eleitorais e uma regra que proibia os meios de comunicação estatais (rádio, TV, jornais etc.) de publicar resultados de pesquisas e previsões relacionadas às eleições, para não influenciar a livre escolha dos eleitores. Isso foi relatado no Relatório do Departamento de Estado dos Estados Unidos sobre Práticas de Direitos Humanos de 2005.
Em um relatório de 2005, a Assembleia Parlamentar do Conselho da Europa referiu-se a Shevchuk,observando que a Transnístria “está se movendo em direção a um maior pluralismo” e destacou “as iniciativas do próprio parlamento da Transnístria sobre a reforma do sistema político”, que foram lideradas pelo bloco de Shevchuk. Depois disso, o Parlamento Europeu proibiu a entrada de Shevchuk nos países da UE.
Em 22 de julho de 2009, Shevchuk renunciou ao cargo de presidente do parlamento. Anatoliy Kaminski, que foi vice-presidente de Shevchuk e era vice-presidente do partido Obnovlenie de Shevchuk, foi o único indicado para sucedê-lo. Mikhail Burla, líder do Obnovlenie e presidente do Comitê de Política Econômica, Orçamento e Finanças, foi eleito o novo vice-presidente. Shevchuk citou uma tentativa polêmica de revisar a constituição do condado pelo presidente Igor Smirnov como o principal motivo de sua renúncia.

## Presidência (2011 – 2016)
Em dezembro de 2011, Shevchuk foi eleito presidente da Transnístria. Ele venceu o primeiro turno das eleições presidenciais em 11 de dezembro, com uma votação mais alta do que a do presidente em exercício, Igor Smirnov, ou do que a do presidente do Soviete Supremo, apoiado pelo Kremlin, Anatoliy Kaminski. Em 25 de dezembro, ele venceu o segundo turno com mais de 70% dos votos. Ele foi empossado em 30 de dezembro de 2011.
Em 7 de setembro de 2016, Shevchuk emitiu o Decreto nº 348 “Sobre a implementação dos resultados do referendo republicano realizado em 17 de setembro de 2006”, a fim de possibilitar uma possível anexação da Transnístria pela Rússia e sincronizar as leis da Transnístria com as leis russas.
Shevchuk foi derrotado nas eleições de 2016 por Vadim Krasnoselsky.

## Pós-presidência
Em 28 de junho de 2017, o parlamento da Transnístria votou pela retirada da imunidade de Shevchuk em relação a cinco processos criminais pendentes contra o ex-presidente. Antes disso, na noite de 27 de junho, Shevchuk cruzou a fronteira com a Moldávia. Shevchuk alegou que atravessou da Transnístria para a Moldávia em um táxi, enquanto a mídia em língua russa e alguns oficiais informaram que ele atravessou o Dniestre em um barco. Em 30 de junho, as autoridades moldavas declararam que não entregariam Shevchuk à Transnístria.
A Transnístria emitiu um mandado de prisão para Shevchuk no final de novembro de 2017.
Posteriormente, o número de processos criminais contra Shevchuk aumentou para seis, abrangendo acusações de corrupção, contrabando, abuso de poder, apropriação indevida de grandes quantias de dinheiro do Estado, bem como atraso injustificado no pagamento de pensões e salários. Caso seja condenado, Shevchuk poderá pegar até 12 anos de prisão.

Em 21 de dezembro de 2018, Shevchuk foi condenado In absentia pela Suprema Corte a 16 anos de prisão e a uma multa de 600 milhões de rublos (cerca de 36 milhões de dólares americanos). A Suprema Corte também negou a Shevchuk prêmios estatais e o proibiu de ocupar cargos públicos por cinco anos após sua libertação. De acordo com relatos da mídia, Shevchuk estava na Rússia.